# Turn It Up (dal)
A Turn It Up Pixie Lott brit énekesnő dala debütáló, Turn It Up című albumáról. A szám szerzői Lott, Ruth-Anne Cunningham, Jonas Jeberg és Mich Hansen, producere utóbbi mellett Jonas Jeberg volt. A dal a lemez ötödik kislemezeként jelent meg 2010. június 7-én. Ez a dal egy remix változata volt az eredetinek, hiszen visszhang-effekteket tartalmaz. Lott a Britain’s Got Talent műsorán lépett fel a kislemezzel 2010. június 2-án.

## Videóklip
A videóklipet Los Angeles városában forgatták 2010. áprilisában. A kisfilm 2010. május 6-án debütált.

## Élő előadások
Lott rengeteg élő rendezvényen promotálta dalát, így például a Radio 1's Big Weekend-en (2010. május 23.), a Britain’s Got Talent-en (2010. június 2.), illetve a T4's Hollyoaks Music Show-n (2010. június 12.).

## Dallista
- Brit iTunes remix kislemez[6]

1. Turn It Up (Digital Dog Radio Edit) – 2:59
2. Turn It Up (Dee-Lux Club Remix Edit) – 2:56

## Slágerlistás helyezések
| Slágerlista (2010)            | Legjobb helyezés |
| ----------------------------- | ---------------- |
| Európai Hot 100 kislemezlista | 40               |
| Ír kislemezlista              | 20               |
| Skót kislemezlista            | 9                |
| Brit kislemezlista            | 11               |

## Közreműködők
- Pixie Lott – vokál
- Tom Coyne – vezetés
- Cutfather – producer
- Jonas Jeberg – producer
- Carlos Oyanedel – keverés
- Phil Tan – keverés

## Fordítás
Ez a szócikk részben vagy egészben  a   Turn It Up (Pixie Lott song) című angol Wikipédia-szócikk fordításán alapul.  Az eredeti cikk szerkesztőit annak laptörténete sorolja fel. Ez a jelzés csupán a megfogalmazás eredetét és a szerzői jogokat jelzi, nem szolgál a cikkben szereplő információk forrásmegjelöléseként.